# Seenbach
Der Seenbach ist ein 18,3 km langer, linksseitiger Zufluss der Ohm im Hohen und Unteren Vogelsberg, Landkreis Gießen und Vogelsbergkreis, Hessen. Sein in Ost-West-Richtung verlaufender Oberlauf liegt unmittelbar an der Main-Lahn-Wasserscheide, sein Richtung Norden verlaufender Unterlauf bildet die Grenze zwischen dem westlich(=links) gelegenen Vorderen und dem rechtsseitigen Unteren Vogelsberg.

## Name
In den ersten schriftlichen Aufzeichnungen wird das Gewässer als Sende (1336) oder Sene (1513) bezeichnet. Der möglicherweise ursprüngliche althochdeutsche Name *Sigand- könnte mit dem germanischen Verb *seig-a- „sinken“ erklärt werden.

## Geographie

### Verlauf
Der Seenbach entspringt am Nordwestfuß der 640 m hohen Feldkrückener Höhe, gut 1 km südwestlich von Kölzenhain und gut 2 km westlich von Feldkrücken – beides Ortsteile von Ulrichstein. Von hier aus fließt er zunächst Richtung Westen über den Petershainer Hof, bildet für etwa 800 m die Stadtgrenze zwischen Ulrichstein im Norden und Schotten im Süden, um schließlich in Laubacher Terrain und damit auch in den Landkreis Gießen zu fließen. Nach dem Oberseener Hof wird der Kreuzseener Grund durchflossen, bis bei der Ortschaft Freienseen das Lumda-Plateau berührt wird und sich der Verlauf in Richtung Norden ändert.
Der nunmehr links(=westlich) der Bundesstraße 276 verlaufende Fluss umfließt das Plateau von Osten, erreicht u. a. den Grünberger Ortsteil Stockhausen und schließlich, wieder im Vogelsbergkreis, den Mücker Ortsteil Flensungen, wo von rechts der Ilsbach als wichtigster Nebenfluss zufließt. Unmittelbar nach dem Durchfließen des sich nördlich anschließenden Ortsteiles Merlau fließt der Seenbach schließlich von links der von Osten kommenden Ohm zu, die nunmehr die Nord-Richtung ihres Nebenflusses als Ostgrenze des Lumda-Plateaus annimmt.

### Zuflüsse
Hierarchische Liste einer Auswahl der Zuflüsse, jeweils von der Quelle zur Mündung.
- Dörrnbach, von rechts am unteren Ortsende von Freienseen, ca. 5,4 km und 7,8 km²
  - Lippe, von links kurz vor Freienseen, ca. 3,1 km
- Gerstbach, von rechts nach dem Sägewerk von Freienseen, ca. 1,9 km
- Lardenbach, von rechts kurz vor Stockhäuser Hof, ca. 4,7 km und 5,8 km²
- Ilsbach, von rechts gegenüber Flensungen, ca. 20,7 km mit Abschnittsnamensfolge Streitbach → Sausel → Ilsbach und 48,9 km²